# Gasteracantha milvoides
Gasteracantha milvoides är en spindelart som beskrevs av Butler 1873. Gasteracantha milvoides ingår i släktet Gasteracantha och familjen hjulspindlar. Inga underarter finns listade i Catalogue of Life.